# Dendrophidion clarkii
Dendrophidion clarkii — вид змій родини полозових (Colubridae). Мешкає в Центральній і Південній Америці.

## Поширення і екологія
Dendrophidion clarkii мешкають в Коста-Риці і Панамі, а також в Колумбії і Еквадорі на схід від Анд. Вони живуть у відносно незайманих вологих тропічних лісах, трапляються в галерейних лісах. Зустрічаються на висоті від 75 до 1220 м над рівнем моря. Відкладають яйця.